# Jonas
Cette page contient des caractères spéciaux ou non latins. S’ils s’affichent mal (▯, ?, etc.), consultez la page d’aide Unicode.
Pour les articles homonymes, voir Jonas (homonymie).
יוֹנָה
Compléments
Contemporain du roi Jéroboam II
Jonas (en hébreu : יוֹנָה yônah, qui signifie « colombe », en arabe : يونس Yūnes) est un prophète des trois religions abrahamiques que sont le judaïsme, le christianisme et l'islam.
Dans le judaïsme, Jonas (Yona), diminutif Jon, fils d'Amitthaï) est le cinquième des douze petits prophètes de la Bible. C'est le personnage principal du Livre de Jonas, qui fait partie du Tanakh hébraïque (Ancien Testament chrétien).
Dans le Coran, Jonas est mentionné dans six sourates, dont la dixième, qui porte son nom, Yûnus.

## Étymologie et sens
Jonas en français vient du grec Ίωνας / Ionas, lui-même issu du prénom hébreu יוֹנָה (YWNH, Yonah avec un h muet). Ce mot peut se traduire par « pigeon » ou « colombe » (c'est le même mot en hébreu), mais désigne dans ce contexte une colombe.
Le rabbin Chalom-Ber de Loubavitch précise que « dans le nom de Jonas, il y a aussi une allusion au message qui révélera (les) qualités positives, mais cachées. Jonas est appelé « Ben Amittaï ». Littéralement, cette expression signifie « le fils d’Amittaï », mais au sens figuré, on peut l’interpréter comme signifiant « un homme de vérité » », à partir du mot hébreu émeth signifiant « vérité ».
La forme arabe يونس (yûnus) vient elle aussi de l'hébreu.

## Sources bibliques et midrachiques
Fils d'Amitthaï, Jonas a vécu sous le règne de Jéroboam II (roi d'Israël de 782 à 753 av. J.-C.). Il fait part à Jéhu (roi d'Israël de 841 à 814 av. J.-C.) de la promesse divine de maintenir sur le trône d’Israël quatre générations de sa descendance,. Cette annonce permet de conjecturer que Jonas est issu d’une des tribus du Nord, soit de Samarie.
Comme d'autres prophètes, tels Moïse « lourd de bouche et lourd de langue », Isaïe « aux lèvres impures » ou Jérémie et sa trop « grande jeunesse », Jonas va tenter de se soustraire à son élection en tant que prophète et enfreindre l'ordre de Dieu.

## Dans la Bible hébraïque

### Livre de Jonas

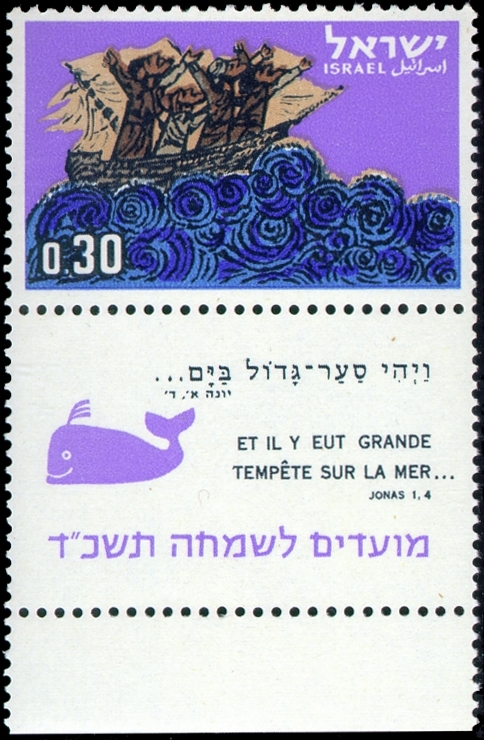
Timbre postal israélien avec citation en français, 1963.

Dieu envoie Jonas à Ninive, capitale étrangère de l’empire assyrien, afin qu'elle se repente. Jonas désobéit à Dieu, se rend à Jaffa et prend le dernier bateau en direction de Tarsis. Durant le voyage, le bateau sur lequel se trouve Jonas essuie une tempête due à la colère divine consécutive à sa désobéissance. Les marins décident alors de tirer au sort pour connaître le responsable de ce malheur. Le sort désigne Jonas. Ils le prennent, le jettent par-dessus bord, et à l’instant même, la mer s’apaise. Il est recueilli dans le ventre d’un « grand poisson » (souvent désigné à tort comme une baleine) durant trois jours et trois nuits. Le « gros poisson » le recrache ensuite sur le rivage.	
De là, Jonas gagne Ninive et y remplit sa mission, en annonçant puis en attendant la destruction prophétisée. Cependant les habitants de Ninive tentent de se repentir, ils décident entre autres de jeûner. « Dieu vit ce qu’ils faisaient pour se détourner de leur mauvaise conduite. Aussi Dieu se repentit du mal dont il les avait menacés, il ne le réalisa pas ». Jonas en est affligé et désespéré. Que Dieu puisse revenir sur sa menace l'amène à se retirer, à s’isoler et à même souhaiter offrir sa vie. Il dit « Ah ! Éternel, n’est-ce pas ce que je disais quand j’étais encore dans mon pays ?  C’est ce que je voulais prévenir en fuyant à Tarsis. Car je savais que tu es un Dieu compatissant et miséricordieux, lent à la colère et riche en bonté, et qui te repens du mal.» Jonas se retire alors sur une montagne pour observer la ville et voir ce qui va lui arriver.
Dieu fait alors pousser un ricin qui fera de l’ombre à Jonas. Puis il fait mourir la plante, et Jonas est fâché et accablé et exprime à nouveau le souhait de mourir : « ma mort sera meilleure que ma vie ». Dieu reproche alors à Jonas de se plaindre de la mort d’un simple ricin « pour lequel tu n’as pas peiné, et que tu n’as pas fait grandir ».  Pourquoi Dieu n’aurait-il pas pitié, lui, d’une ville entière ? Dieu n’est-il pas libre à tout moment de pardonner au « plus de douze myriades d’humains qui ne connaissent ni leur droite ni leur gauche ? »
Le thème central du livre de Jonas est donc interprété comme marquant l’importance du repentir, du pardon et de la justice. Le personnage de Jonas est parfois rapproché de celui de Job,.

### Livre des Rois
Jonas est mentionné dans le Deuxième Livre des Rois, comme auteur d'une prophétie selon laquelle Jéroboam II, roi d'Israël, rétablirait les frontières du royaume d'Israël.

## Lectures religieuses

### Judaïsme
Dans le judaïsme, le Livre de Jonas, appelé Maftir Yonah, est lu à l'occasion de Yom Kippour, « Jour du Grand Pardon » où le fidèle prie l'Éternel afin qu'il lui soit pardonné, en s’efforçant à rappeler les mérites du peuple juif et de diminuer l’importance de ses fautes.
Comme le thème principal du Livre de Jonas est consacré à la valeur du repentir (teshouva) et à la Rédemption, il a été inscrit dans la liturgie de Kippour. Selon le rabbin Chalom-Ber de Loubavitch, la lecture de cette haftarah apporte des bénédictions de prospérité pour l’année à venir.

### Christianisme

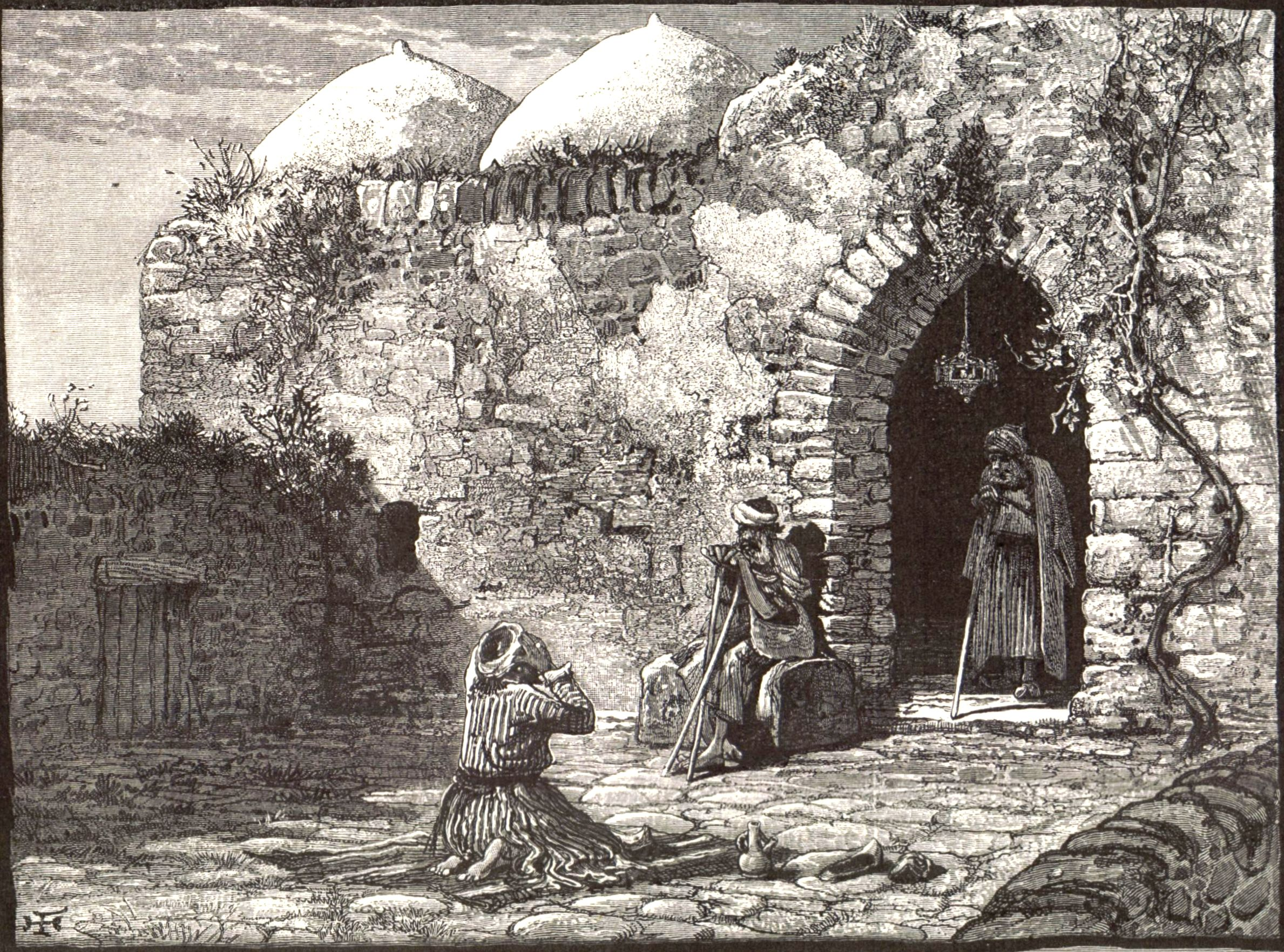
Tombeau du prophète Jonas à El-Mechhed, l'ancienne Gath-ha-Hepher. La Terre Sainte par V. Guérin, 1882-1884.

Pour les chrétiens, le livre de Jonas a, outre les thèmes du repentir et du pardon, l'intérêt d'enseigner que les révélations prophétiques n'ont pas un caractère inéluctable qui priverait de liberté les hommes et Dieu. 
Les lectures chrétiennes du livre de Jonas sont fortement influencées par la comparaison entre Jonas et le Christ, qui est rapportée dans l'Évangile selon Matthieu :
« Car, comme Jonas fut dans le ventre du cétacé trois jours et trois nuits, ainsi le Fils de l’homme sera trois jours et trois nuits dans le sein de la terre. » (Mt 12,40).
Cette phrase tirée de l'évangile explique ce que Jésus entend quand il annonce un « signe de Jonas », donné en réponse aux demandes de signe des responsables de son peuple. Cette réponse ne sera pas reçue, comme Jésus l'annonce lui-même :
« Lors du jugement, les hommes de Ninive se lèveront avec cette génération et ils la condamneront, car ils se sont convertis à la prédication de Jonas ; eh bien ! ici il y a plus que Jonas.
Lors du jugement, la reine du Midi se lèvera avec cette génération et elle la condamnera, car elle est venue du bout du monde pour écouter la sagesse de Salomon. Eh bien !, ici il y a plus que Salomon.» (Mt 12,41-42).
Ainsi la comparaison entre Jonas et Jésus se fait-elle à deux niveaux : celui de la prédication reçue par les Ninivites, mais pas par les contemporains de Jésus ; et celui d'un séjour de durée limitée dans le ventre du monstre marin, préfigurant la résurrection.

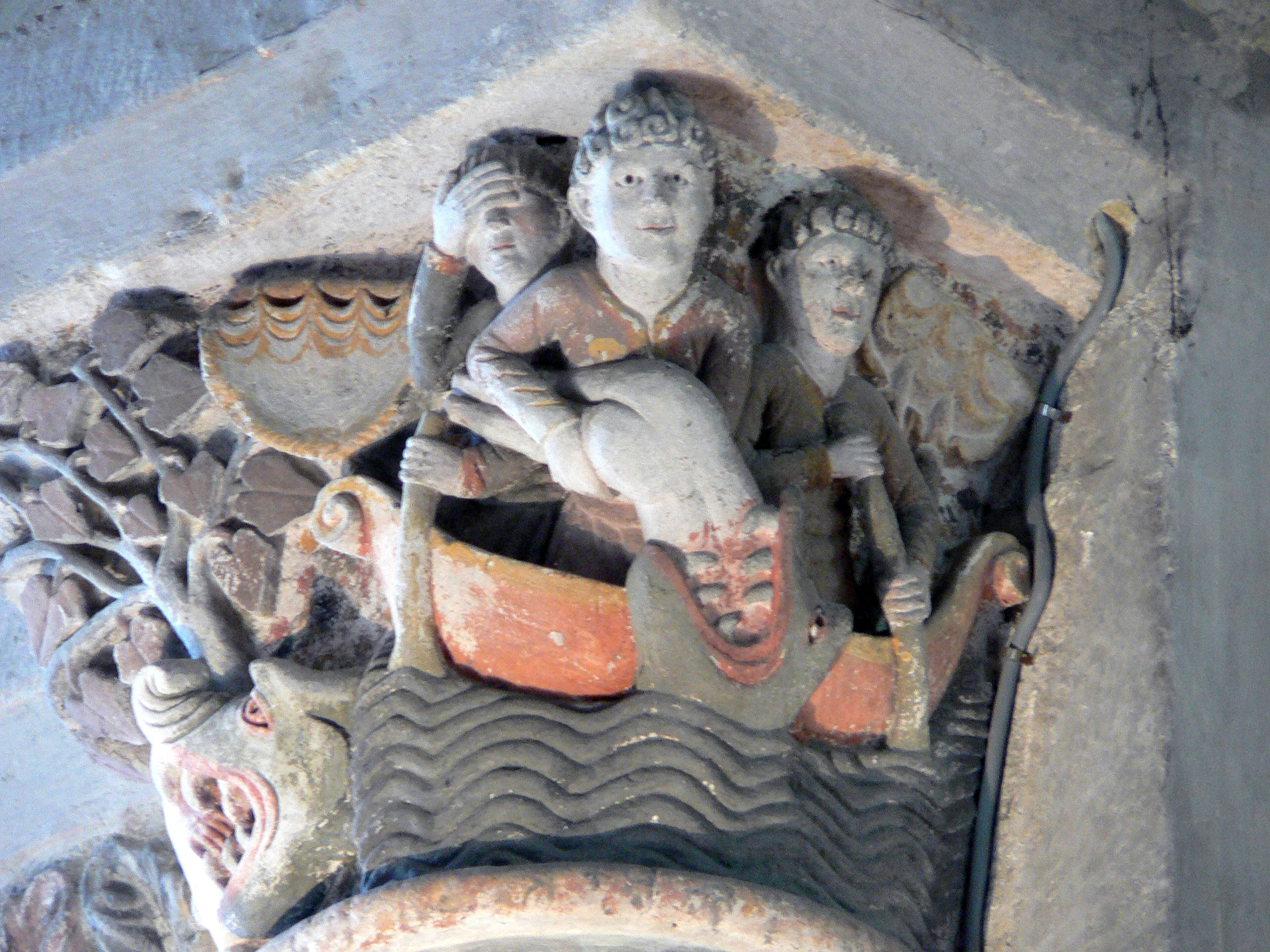
Jonas avalé par le grand poisson. Chapiteau du XIIe siècle de la nef de l'abbatiale de Mozac
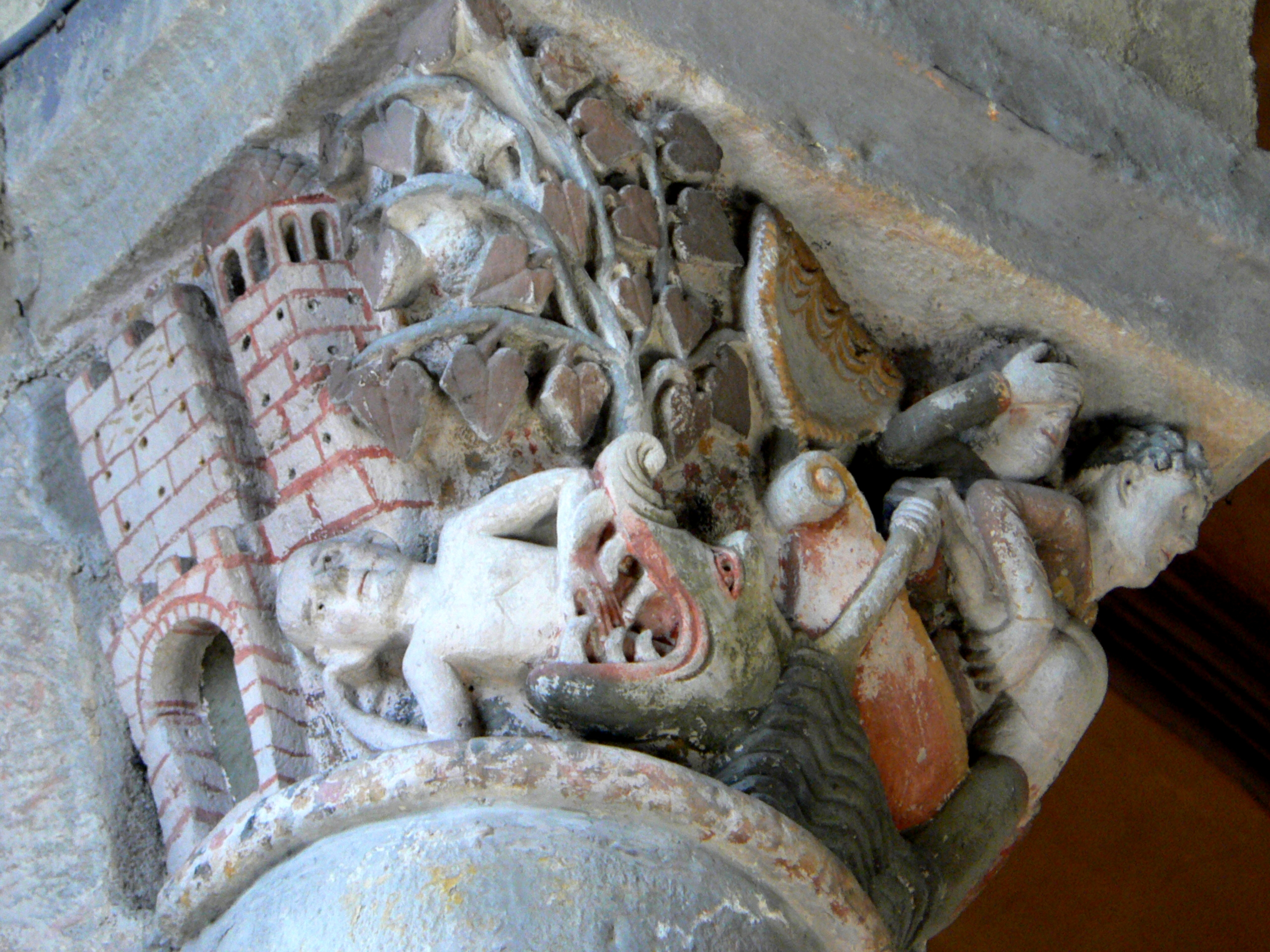
Puis recraché. Même chapiteau (autre face).
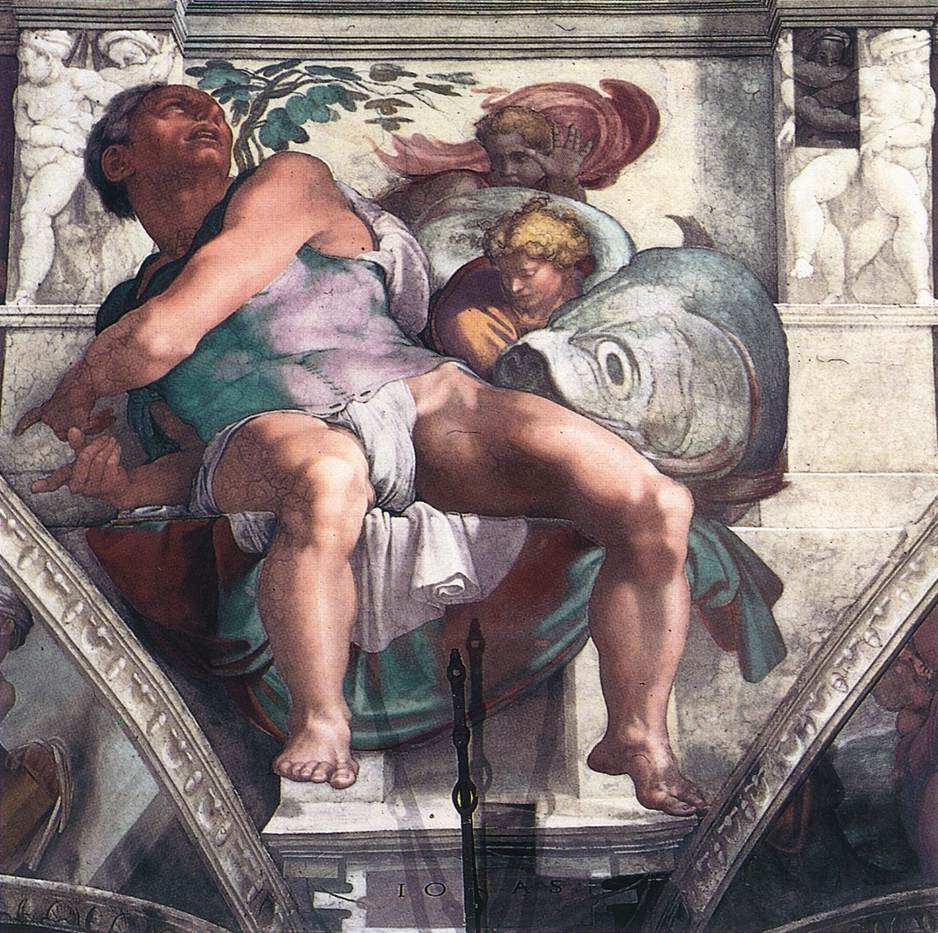
Jonas peint par Michel-Ange, fresque de la chapelle Sixtine (1511).
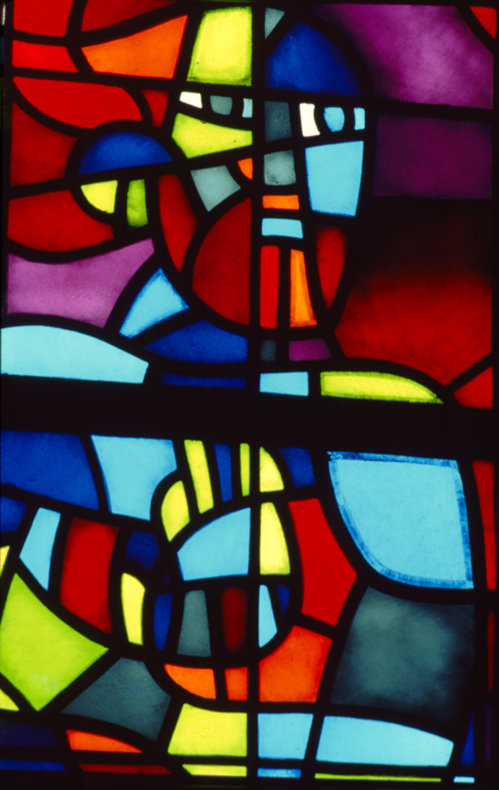
Jonas avec sa lyre, vitrail de Sergio de Castro pour la Collégiale de Romont, Suisse, (1980).
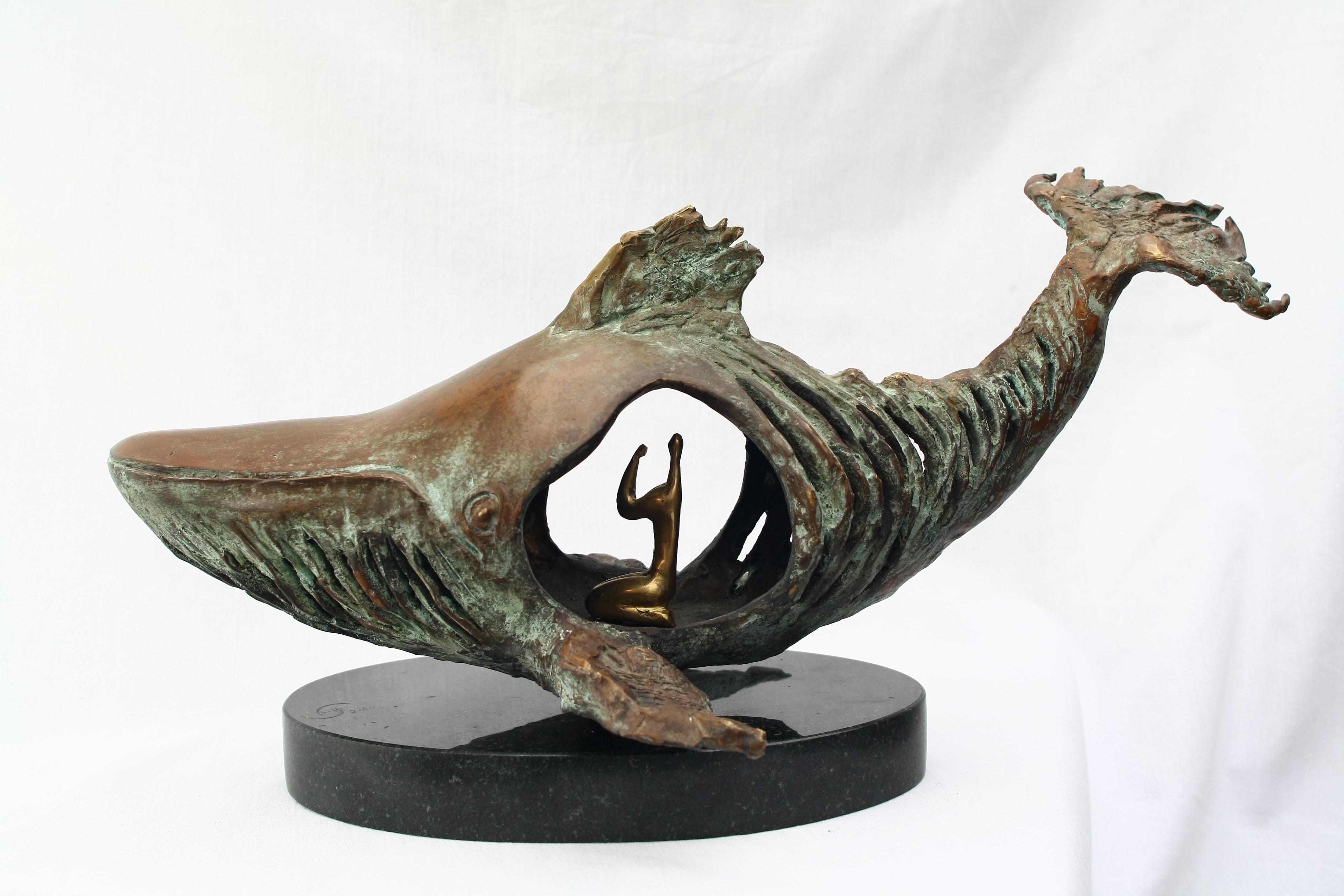
Jonas le prophète, bronze de Sargis Babayan, (2011).

### Islam

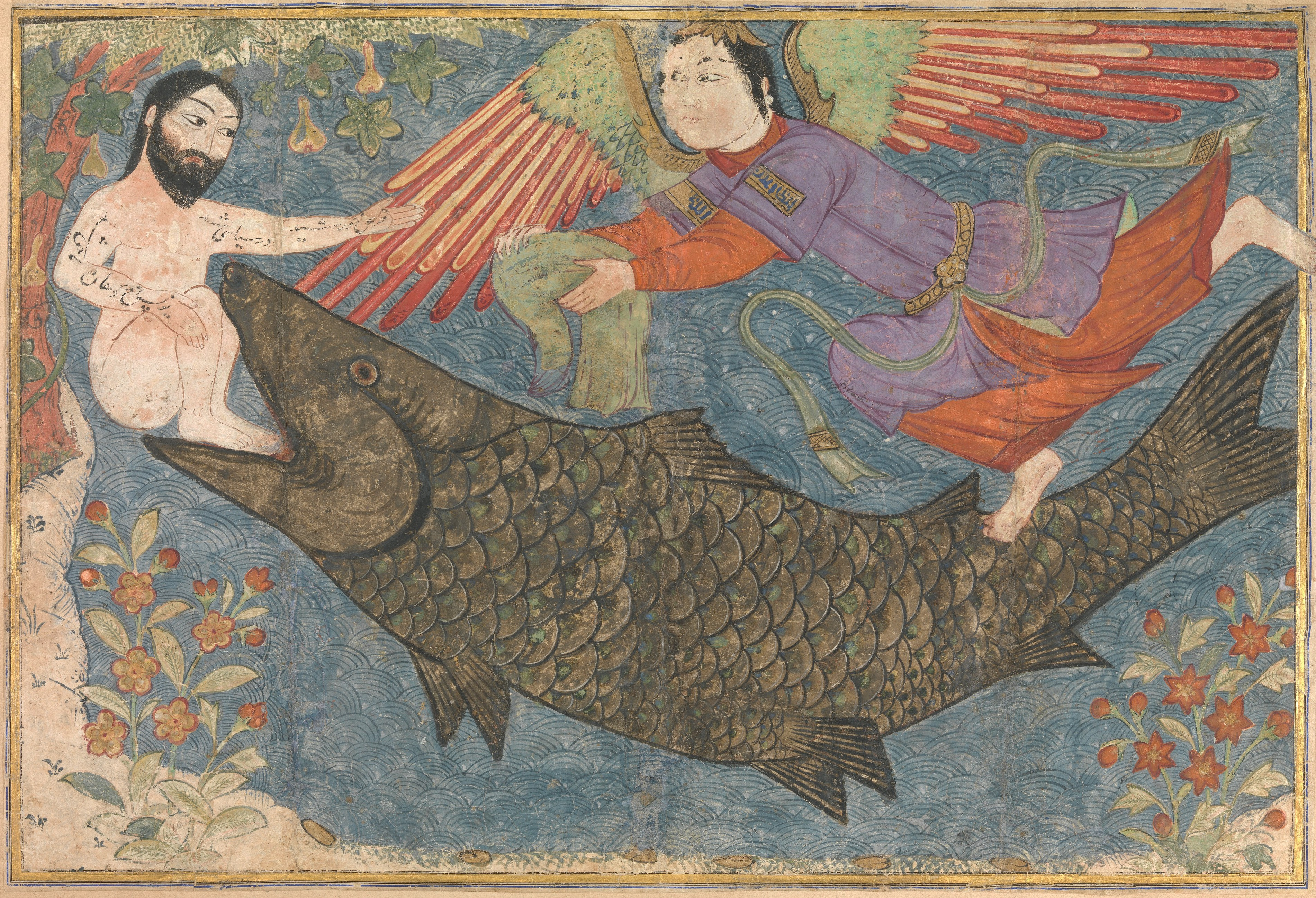
« Jonas et la baleine » dans le Jami Al-Tavarikh de Rashid al-Din, v. 1300

Jonas est un prophète biblique présent dans le Coran sous le nom de Yûnus (arabe : يونس). Il est cité à six reprises. Dans la sourate 21, il est aussi appelé Dū al-Nūn, « l’Homme à la baleine ». Dans ce texte sacré, Jonas a aussi le statut d'« envoyé divin » et tient un haut rang spirituel, personne (même Mahomet) ne devant se dire supérieur à lui. 
Le style elliptique des récits coraniques consacré à Jonas semble attester de la connaissance du récit de Jonas par l'auditoire. Cet aspect explique les références coraniques à la figure biblique jusque dans les contradictions du personnage ou dans des détails du récit.  
Ida Zilio-Grandi (professeur de langue et littérature arabe à l'Université Ca' Foscari de Venise) remarque les incohérences entre la figure musulmane de Jonas et le schéma islamique du prophète, celui-ci possédant de nombreux défauts (absence de patience, colère contre Dieu...). Cette figure a servi d'argument pour ceux qui critiquaient la doctrine de l'infaillibilité des prophètes tandis que d'autres commentateurs tentèrent de minimiser sa faute. 
Le Coran présente la baleine comme la prison de Jonas, méritée par sa faute tandis que la tradition élargit sa symbolique au ventre maternel, à un lieu de renaissance,.

## Reliques
Plusieurs lieux ont été revendiqués comme étant la tombe de Jonas.
- Selon Jérôme de Stridon, sa tombe est située près du village galiléen de Gath-Hepher (en). Benjamin de Tudèle confirme ces propos.
- Les restes de Jonas auraient été déposés aux côtés des reliques de Jean le Baptiste dans l'église Saint-Jean-Baptiste de Damas, qui est depuis le VIIIe siècle la grande mosquée des Omeyyades. Aujourd'hui[Quand ?], des chrétiens et certains musulmans majoritairement chiites[Lesquels ?] viennent en pèlerinage dans ce lieu.
- Une tombe à Mossoul, au sein de la mosquée du prophète Jonas, qui est un lieu de pèlerinage musulman, a été détruite le 24 juillet 2014 par les djihadistes de l'État islamique en Irak et au Levant[21],[22],[23]. Elle est reconquise par les forces irakiennes en janvier 2017[24]. On y découvre en mars 2017, dans les décombres, les ruines d'un palais assyrien du VIIe siècle av. J.-C.[25].

## Musique
- Giacomo Carissimi, Historia de Jonas.
- Élisabeth Jacquet de La Guerre, Jonas, cantate spirituelle EJG 28.